# 布勃利克

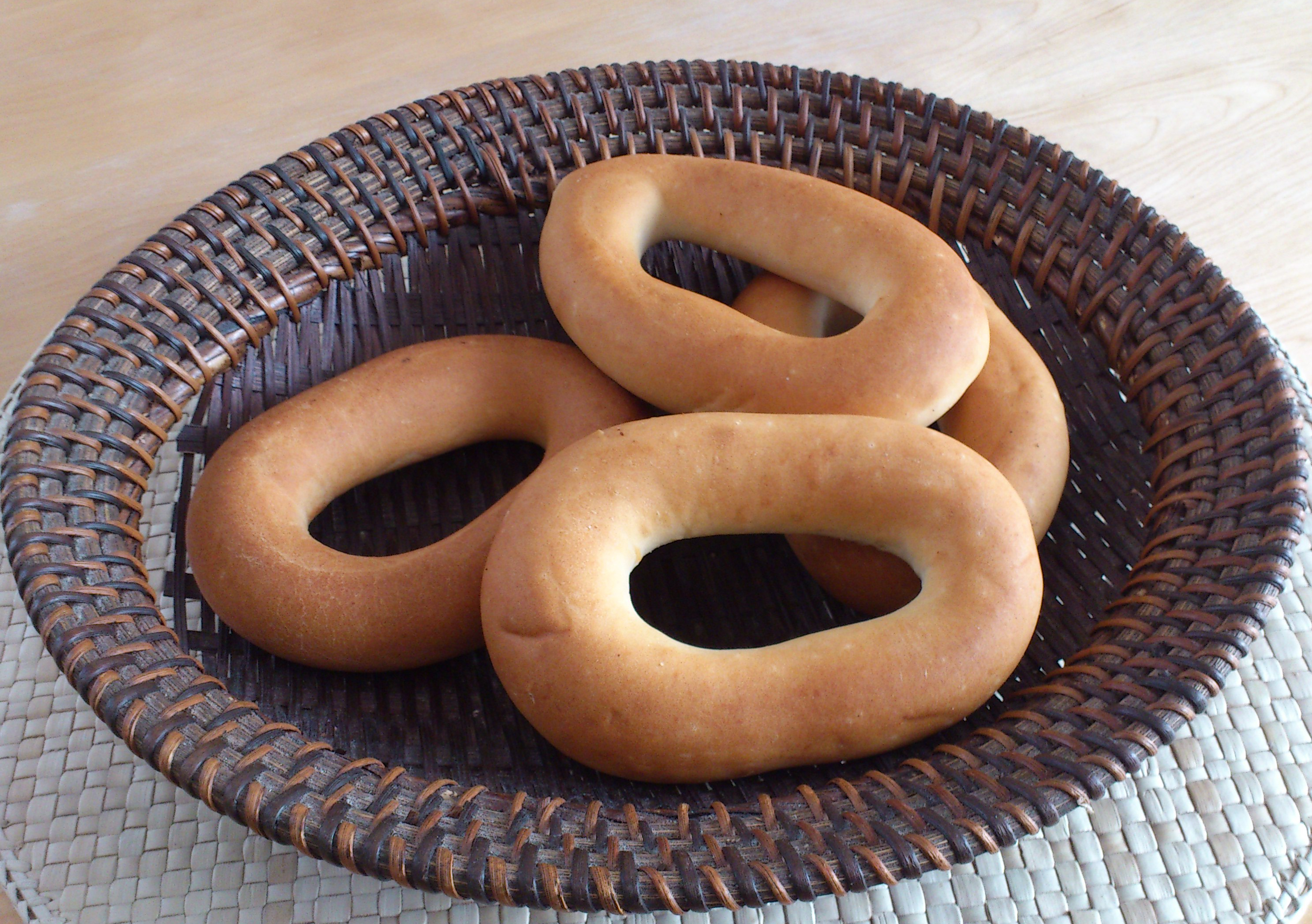
一盤布勃利克

布勃利克（俄语：бублик）是一道傳統東歐圓麵包。布勃利克和貝果十分類似，但中間的空洞更大。按照歐盟的標準，布勃利克的直徑應該是12至17厘米，重80至120克，顏色應該是金黃色至淺棕色。